# Пародия метельчатая
Паро́дия мете́льчатая, или Нотока́ктус мете́льчатый (лат. Parodia scopa, или Notocactus scopa) — кактус из рода Пародия, выделяется некоторыми систематиками в род Нотокактус.

## Описание
Стебель шаровидный, с возрастом коротко-цилиндрический, до 25 см высотой и 10 см в диаметре, светло-зелёный. Рёбер 30-35, они разделены на бугорки. Опушённые ареолы расположены густо.
Радиальных колючек около 40, они до 0,7 см длиной, белые, тонкие, полностью закрывают всё растение; центральных колючек 3-4, они до 2,5 см длиной, красно-коричневые, с возрастом сереющие.
Цветки до 4 см длиной и в диаметре, светло-жёлтые с красными рыльцами. Зацветает в возрасте 10-12 лет.
Этот вид имеет несколько декоративных разновидностей, которые различаются в основном окраской центральных шипов.

## Распространение
Эндемик Бразилии, Аргентины и Уругвая.

## Синонимы
- Cactus scopa Spreng. 1825
- Notocactus scopa A.Berger 1930
- Malacocarpus scopa
- Notocactus succineus
- Parodia succinea
- Notocactus neobuenekeri
- Notocactus soldtianus